# Rannée
Rannée (tiếng Breton: Radenez) là một commune ở Ille-et-Vilaine thuộc Bretagne, tây bắc Pháp.

## Dân số
Người dân ở Rannée được gọi là Rannéens.
| Năm | 1962 | 1968 | 1975 | 1982 | 1990 | 1999 |
| --- | ---- | ---- | ---- | ---- | ---- | ---- |
| Dân số | 1157 | 1160 | 1114 | 1115 | 1109 | 1111 |
| From the year 1962 on: No double counting—residents of multiple communes (e.g. students and military personnel) are counted only once. |      |      |      |      |      |      |